# جيريمياه جونسون (كاتب أغاني)
جيريمياه جونسون (بالإنجليزية: Jeremiah Johnson)‏ هو كاتب أغاني أمريكي، ولد في 1972 في سانت لويس في الولايات المتحدة.

## وصلات خارجية
- جيريمياه جونسون على موقع ميوزك برينز (الإنجليزية)
- جيريمياه جونسون على موقع ميوزك برينز (الإنجليزية)